# Benoitia lepida
Benoitia lepida är en spindelart som först beskrevs av O. Pickard-Cambridge 1876.  Benoitia lepida ingår i släktet Benoitia och familjen trattspindlar. Inga underarter finns listade.